# Liste des espèces de tulipe
 (juillet 2017).
Cet article liste les différentes espèces de tulipe et ne doit pas être confondu avec liste des cultivars de tulipe.
La première taxonomie des tulipes remonterait à De Reboul en 1847.
Un siècle plus tard, Hall proposa une nouvelle classification du genre Tulipa et en 1997, Van Raamsdonk et al.  présenta une révision du genre, basée sur des critères morphologiques, cytogénétiques et des données de croisement et de distribution géographique. Suivant leur analyse, le genre Tulipa comporte 55 espèces distribuées en deux sous-genres. 
D. Everet a publié en 2013 une monographie sur toutes les espèces connues. GRIN recense 85 espèces botaniques (avril 2014).
Tulipa gesneriana, la tulipe des jardins, est la plus cultivée. 

## Liste
|                        | Floraison      | Taille   | Feuilles | Origine               | Première description | Description | Illustration |
| Tulipa affinis         |                |          |          |                       |                      |             |              |
| Tulipa agenensis       |                | 20 cm    |          |                       | 1804                 |             |              |
| Tulipa aitchinosii     |                | 15 cm    |          |                       | 1938                 |             |              |
| Tulipa albanica        |                |          |          |                       |                      |             |              |
| Tulipa albertii        |                | 30 cm    |          |                       | 1877                 |             |              |
| Tulipa aleppensis      |                | 45 cm    |          |                       |                      |             |              |
| Tulipa altaica         |                | 30 cm    |          |                       |                      |             |              |
| Tulipa anisophylla     |                | 30 cm    |          |                       | 1935                 |             |              |
| Tulipa armena          |                | 15 cm    |          |                       |                      |             |              |
| Tulipa aucheriana      | avril-juin     | 10-15 cm |          |                       | 1883                 |             |              |
| Tulipa australis       | avril          | 25 cm    |          |                       |                      |             |              |
| Tulipa biebersteiniana | début avril    | 20 cm    |          |                       |                      |             |              |
| Tulipa biflora         | début mars     | 10-15 cm |          |                       |                      |             |              |
| Tulipa bifloriformis   | mars           | 15 cm    |          | Monts Tian            |                      |             |              |
| Tulipa borszczowii     | avril          | 20 cm    |          | Iran et Asie centrale |                      |             |              |
| Tulipa butkovii        | fin avril      | 15 cm    |          | Monts Tian            |                      |             |              |
| Tulipa clusiana        |                |          |          |                       |                      |             |              |
| Tulipa edulis          |                |          |          |                       |                      |             |              |
| Tulipa kaufmanniana    |                |          |          |                       |                      |             |              |
| Tulipa platystigma     |                |          |          |                       |                      |             |              |
| Tulipa suaveolens      | avril          | 30-40 cm |          | Steppe eurasiatique   |                      |             |              |
| Tulipa sylvestris      |                |          |          |                       |                      |             |              |
| Tulipa tarda           |                |          |          |                       |                      |             |              |
| Tulipa tschimganica    | mai            | 20 cm    |          |                       |                      |             |              |
| Tulipa turkestanica    |                | 20 cm    |          | Asie centrale         |                      |             |              |
| Tulipa undulatifolia   |                |          |          |                       |                      |             |              |
| Tulipa urumiensis      | avril-mai      | 20-30 cm |          |                       |                      |             |              |
| Tulipa urumoffii       |                |          |          |                       |                      |             |              |
| Tulipa violacea        |                |          |          |                       |                      |             |              |
| Tulipa vvedenskyi      | fin mai - juin | 25 cm    |          |                       |                      |             |              |